# واقف سلطانلي
واقف سلطانلي من مواليد 26 مارس عام 1958م، قرية «شاهسفان»، مقاطعة كوردميرا، أذربيجان، كاتب أذربيجاني، ومترجم، وأستاذ جامعي في تخصص الأدب الأذربيجاني، وعضو اتحاد كتاب أذربيجان.

## حياته
ولد واقف سلطانلي في السادس والعشرين من مارس عام 1958م بقرية «شاهسفان» التابعة لمقاطعة كردامير بجمهورية أذربيجان.
درس بمدرسة قرية (كوهنابازار) فيما بين عامي "1964 – 1974"، وفي أثناء دراسته في المدرسة الثانوية، درس في الوقت ذاته بمدرسة الموسيقى ب«كوردمير» (1970 – 1974). كما عمل لمدة عاملاً بهيئة الكهرباء بمحافظة «كوردمير» (1974 – 1976). تخرج في كلية الفولوجيا (اللغة والأدب) بجامعة أذربيجان الحكومية بتقدير امتياز عام (1981).
بدأ حياته العملية مدرسًا للغة والأدب بقرية (قالاجيق) بمحافظة «اسماعيللى». وبعد ذلك واصل دراسته للدكتوراه في قسم الأدب الأذربيجاني المعاصر بجامعة أذربيجان الحكومية.
حصل 1984م على درجة الدكتوراه في موضوع "قضية الشخصية في المسرح الأذربيجاني فيما بين عامي 1970 – 1980م"، "، وحصل 1997م على درجة الأستاذية في موضوع "محمد أمين رسول زاده: حياته ونشاطه الأدبي". وعُين أستاذًا بقسم تاريخ الأدب الأذربيجاني بجامعة باكو الحكومية بداية من عام 1999م.

## أعماله الأدبية
على الرغم أن الكاتب واقف سلطانلي بدأ مشواره الأدبي في وقت مبكر، فقد نُشرت أول قصة قصيرة له باسم "عطر الشيح" في مجلة المرأة الأذربيجانية" عام 1980م. ومنذ ذلك الحين، أخذ في نشر العديد من القصص القصيرة والترجمات والمقالات الصحفية بشكل منتظم.
لقد قام الكاتب في روايته «حلم الموت» (1982) بإلقاء الضوء على الفساد والفوضى المتفشية في حياة المجتمع من خلال تجسيد حادث نقل المقابر، فقد ساعدت هذه الفوضى في تصوير العالم الداخلي والمعنوي لشخصيات الرواية. ومن خلال الرواية بيّن الكاتب أن القضاء على القيم المعنوية والأخلاقية في المجتمع يساوي الموت والهلاك، وجاء ذلك في ختام الرواية حيث انتحار سائق الجرافة التي هدمت المقابر.
وتحتل رواية «دنيا الناس» (1992) مكانة مهمة في إبداع الكاتب، حيث اعتمد فيها على الأسلوب الواقعي والمجاز في آن واحد. وتعكس الرواية -التي جرت احداثها في فترة الثمانينيات-قضية الاغتراب التي أصابت أخلاق المجتمع ومعنوياته، من خلال بطل الرواية الذي قضى حياته طريدًا في المدينة بعد هروبه من حكم الإعدام.

## نشاطه في مجال الترجمة
اشتغل «واقف سلطانلي» بالترجمة، حيث قام بترجمة ونشر العديد من الأعمال الأدبية إلى اللغة الأذربيجانية مثل روايتي «سقوط الأوراق» و«الطاحونة» للكاتب التركي «رشاد نوري جونتكين»، والقصة التاريخية الطويلة «العَاَلم السيراكيوز» للكاتب «جرحي جيتوميدوسكى»، وكذلك العديد من القصص القصيرة للكتَّاب «ايرفين شنرينماتر»، و«ياروسلاف»، و«فيري ميري»، و«قوستاف ستوبكا». كما قام بترجمة كتاب حول «البانتورانية» للكاتب «محمد أمين رسول زاده» بالمشاركة مع مترجم أخر.

## الأعمال المترجمة إلى اللغة العربية
1. دراسة بعنوان «الأدب الأذربيجاني: قضية هوية ونشأة»، ترجمة: أحمد سامي العايدي، مجلة أواصر أبريل 2009.
2. قصتي «الوطن»، و«الليلة القطبية». ترجمة: أحمد سامي العايدي، مجلة «الأخوة»، بغداد، عددي سبتمبر وأكتوبر (أرقام 275-276)، ص 34-38، 2012م.
3. رواية «دنيا الناس»، ترجمة: أحمد سامي العايدي، المركز القومي للترجمة، القاهرة، 2014م، 280 ص.

•	قصتي «الوطن»، و«الليلة القطبية». ترجمة: أحمد سامي العايدي، صحيفة أخبار الأدب، القاهرة، العدد 1216، 13 نوفمبر 2016.